# Partial-response maximum-likelihood
Partial Response Maximum Likelihood ( PRML ) とは、パーシャルレスポンス方式と最尤復号を組み合わせた信号処理技術である。主にハードディスクドライブ ( HDD ) で、読み出されたビットの誤り率を低減する手法として広く利用されており、磁気記録媒体の高密度化に貢献した。
より性能の高い低密度パリティ検査符号 ( LDPC ) が PRML の替わりに利用される場合もある。

## 概要
一般に、ハードディスク等の磁気記録で高密度化を達成するには、記録するビットの間隔を狭めなければならない。しかしながら、読み出し時に発生する隣接ビット同士の符号間干渉が障害となっていた。
これは換言すると、入力 ( 記録 ) した "1" , "0" のバイナリデータが、符号間干渉により「鈍った」信号として出力 ( 再生 ) される、という事を意味する。すなわち、磁気記録は、ある特定の周波数特性を持った伝送路 ( チャネル ) をバイナリデータが通過する一連の過程と捉える事ができる。
PRML は、このように周波数特性に特定の偏りを持つ ( =パーシャルレスポンス ) 通信路の特性を見越して、再生された信号の等化 ( イコライズ ) を行う。等化された信号は後段のビタビアルゴリズムを利用した推定器で、元の"1" , "0" が判定される。

## 技術詳細

### パーシャルレスポンス
前述のとおり、パーシャルレスポンス ( PR ) では通信路の周波数特性を考慮して、再生波形を等化、整形する。
例えば、水平磁気記録方式の周波数特性は、低域及び高域のエネルギーが低い、山なりの周波数特性を持つ。この通信路を通った波形から、元のバイナリの波形を復元する場合、最も単純には、低域及び高域を強調 ( ブースト ) するように等化すれば良い。しかしながら、これは同時にノイズ成分も強調してしまい、信号品質 ( SN比 ) の観点で最適とは言えない。
そこでPRでは、バイナリの矩形波の復元には拘らず、あらかじめ想定した理想的な符号間干渉の波形に近づけるように再生信号を等化する。この意味で、PR は通信路の応答をそのまま利用してディジタル伝送を行う手法とも言われる。
E. R. Kretzmer が提案したPRは、符号間干渉の周波数特性に応じて、5 つに分類される。PR 4は帯域通過特性をもつフィルター型である。水平磁気記録方式の周波数特性はこのPR 4に近い。つまり、あらかじめPR 4の定義のように符号間干渉が起きると想定し、その理想干渉波形との差分が最小になるように再生波形を等化すれば、前述のように過度なノイズの強調は起きず、SN比の観点で有利である。
矩形波をターゲットにしないため、等化後の信号はその検出点において、"1"、"0"のようなバイナリではなく、多値を取ることになる。PR 4の場合は、3値を想定しており ( 詳細は#クラス を参照)、符号間干渉が完全にPR 4の定義に従い、なおかつ伝送路にノイズが全く無ければ、実際の等化波形も3値になるべきである。
記録密度の更なる向上に伴い、より多くのビットが複雑に干渉し始め、PR 4が必ずしも理想的な等化ターゲットと言えなくなってきた。このため、より高次のEPR 4やModified EEPR 4が実用化されてきた。
加えて、垂直磁気記録方式の導入に伴い、直流成分が無い事が前提とされるPR 4は理想と言えなくなり、下記のPR 1やPR 2が用いられるものと見られている。

#### クラス
以下にPRの分類 ( クラス ) を示す。
PR ( 1, 1 )は、...0001000... のようなインパルス信号を書き込んだ時、再生信号が...00011000...となるようなモデルである事を意味する。ダイパルス応答とも呼ばれる。
| クラス    | 通称 | インパルス応答        | 遅延器：D を用いた表現   |
| --------- | ---- | --------------------- | ------------------------ |
| Class I   | PR 1 | PR( 1, 1 )            | 1 + D                    |
| Class II  | PR 2 | PR( 1, 2, 1 )         | 1 + 2D + D^2 = (1 + D)^2 |
| Class III | PR 3 | PR( 2, 1, -1 )        | 2 + D - D^2              |
| Class IV  | PR 4 | PR( 1, 0, -1 )        | 1 - D^2 = (1 - D)(1 + D) |
| Class V   | PR 5 | PR( -1, 0, 2, 0, -1 ) | -1 + 2D^2 - D^4          |

### 最尤法
最尤 ( ML ) 復号では、ビタビアルゴリズムを利用して、"1"、"0"の推定を行う。このビタビ復号器には、PR後 ( 波形等化後 ) の信号が入力される。
このMLでは、今しがた入力された信号に応じて即座にその"1"、"0"の判別を行うわけではなく、ある程度時系列的にまとまった複数のビットを観察した後、それらの尤度が最も高くなるように判別する特徴がある。
最尤復号とPR 4の組み合わせでは、以下の4つの磁化の状態を準備する: ( 1 1 )、( 1 0 )、( 0 1 )、( 0 0 ) 。( 1 0 )は現在の磁化の状態が0で、その直前が1であった事を意味する。PR 4では3値 ( -1, 0, 1 ) しか持たない事を説明したが、この3値の何れかを入力として受け取ると、状態間の遷移が起こることになる。ここで、現在の状態から次の状態に遷移するのに必要なPR 4の理想値は決まっている、という事が重要である。例えば、現在の状態が( 0 1 )の時、次に ( 1 1 )に遷移するには、PR 4の値として 1 を、( 1 0 )に遷移するには 0 が入力されねばならない。それと同時に許可されない遷移も定義され、例えば、( 0 1 ) から ( 0 0 ) 及び( 0 1 )には直接遷移し得ない。
これらを考慮すると、実際に入力されたPR 4の信号値と各理想値の差分を取れば、次にどの状態に遷移するのが確からしいのか、その尤度を定量化する事が出来る。これを時系列的に複数ビットで繰り返し、起こり得る遷移の「パス」毎にその尤度を積算していけば、最も確からしい遷移の一連のパスが最終的に見つかり得る。PRMLではこの生き残りのパスが見つかって初めて、"1"、"0"を判別する。

## Noise Predictive Maximum Likelihood
Noise Predictive Maximum Likelihood ( NPML、雑音予測型PRML )は、PRMLと類似の技術であり、PRMLよりも更に誤り率を低く抑えることが出来、高密度化が達成可能な技術である。
ビタビ復号器に入力される信号の「ノイズ」は、一般に白色 ( ホワイトノイズ ) である事が望ましいとされる。しかしながら、PRは高域の過度な強調は抑えているとは言え、雑音が有色になる事が避けられない。これはビタビ復号の性能を劣化させていた。NPMLでは、出来る限りノイズを白色化するように波形の等化を行う。これにより、従来のPRのような整数値 ( 例：PR 4 の -1, 0, 1 ) 以外の実数値も許容する。